# Vaksdal
Vaksdal és un municipi situat al comtat de Vestland, Noruega. Té 4.125 habitants (2016) i la seva superfície és de 715,34 km². El centre administratiu del municipi és el poble de Dalekvam.